# Space Cadet
Space Cadet är en amerikansk komedifilm som hade premiär den 4 juli 2024 på strömningstjänsten Prime Video. Filmen är regisserad av Liz W. Garcia som även skrivit filmens manus.

## Handling
Filmen kretsar kring partytjejen Rex Simpson från Florida som visar sig vara NASA:s enda hopp i dess rymdprogram.

## Rollista (i urval)
- Emma Roberts – Rex Simpson
- Tom Hopper – Logan O'Leary
- Gabrielle Union – Pam Proctor
- Yasha Jackson – Grace Jackson
- Poppy Liu – Nadine Cai